# 眼保健操

一张挂在哈尔滨市第三中学旧校区的眼保健操教学挂图。

眼保健操，是一套根据中医学推拿、经络理论编制，通过按摩、活动人体眼部穴位达到保护视力、预防近视的保健体操，始创者是北京医学院体育教研主任刘世铭，从1963年起自北京向全国推广，成为中国大陆各中小学的必备公共保健项目。教育部会同国家卫生健康委员会等八部门制定的《综合防控儿童青少年近视实施方案》，规定“中小学校要严格组织全体学生每天上下午各做1次眼保健操，认真执行眼保健操流程”。

## 历史
1961年，北京市教育局在全市范围的中小学生中进行了一次视力普查。结果显示，中小学生的近视率随着年龄增长明显增高。北京市教育局体卫处的严亦柔和北京市防疫站的于凤翥、陈永馥3人，设想着在中小学校推广一种能使眼睛得到保健的按摩操。1963年首先在北京市第28中学进行试点，推行北京医学院体育教研组主任刘世铭自创的一套眼保健操。第一套8节的眼保健操在北京市部分中小学中逐渐扩大试点，很快便在全国的中小学里推行。
第二套眼保健操经北京中医医院骨按科主任李玉田、中国中医研究院广安门医院按摩科主任卢英华论证，对按摩的手法进行了一些纠正和强调，并由8节改为5节，从1972年起在北京市推行。之后由上海市眼病防治所重新编排为为4节，每节八个8拍，自1982年起由教育部等10部委向全国推广，并沿用至2008年。第1节“揉天应穴”，第2节“挤按睛明穴”，第3节“按揉四白穴”，第4节“按太阳穴、轮刮眼眶”。其中1976年录制的口令开始时说“为革命保护视力，预防近视，眼保健操开始，闭眼”。
2008年，教育部体育卫生与艺术教育司委托高等教育出版社组织有关专家对眼保健操进行了修订，同时组织编制了眼保健操宣传资料和近视预防宣传手册。新版眼保健操分为六节，每节四个8拍。第一节按揉攒竹穴；第二节按压睛明穴；第三节按揉四白穴；第四节按揉太阳穴，刮上眼眶；第五节按揉风池穴；第六节揉捏耳垂，脚趾抓地。口令开始时说“轻闭双眼，身体坐正，双腿自然放松，双手自然搭在腿上。放松肩部，放松面部肌肉，深呼吸。吸气，呼气。吸气，呼气”，口令结束时说“张开双眼，请到室外活动，或眺望远处”。
除高等教育出版社向全国推广的2008修订版眼保健操外，北京市教委、北京市卫生局也在2008年对1972年版眼保健操进行了修订，并于2008年秋季学期起在北京市推行。北京市2008年新版眼保健操为5节，第一节按揉耳垂眼穴，脚趾抓地；第二节按揉太阳穴，刮上眼眶；第三节按揉四白穴；第四节按揉风池穴；第五节按头部督脉穴。新版本的眼保健操口令去掉了1976年版的前两句。

## 方法
- 按揉攒竹穴：用双手大拇指螺纹面分别按在眉毛内侧边缘凹陷处两侧穴位上，其余手指自然放松，指尖抵在前额上。随音乐口令有节奏地按揉穴位，每拍一圈，做四个八拍。
- 按压睛明穴：用双手食指螺纹面分别按在两侧穴位上（眼角内侧半个手指处），其余手指自然放松、握起，呈空心拳状。随音乐口令有节奏地上下按压穴位，每拍一次，做四个八拍。
- 按揉四白穴：先把左、右食指和中指并拢对齐，分别按压在鼻翼上缘的两侧，然后食指不动，中指和其他手指缩回呈握拳状，大拇指抵在下颌凹陷处，其余手指自然放松、握起，呈空心拳状。随音乐口令有节奏地按揉穴位，每拍一圈，做四个八拍。
- 按揉太阳穴，刮上眼眶：用双手大拇指的螺纹面分别按在两侧太阳穴上，其余手指自然放松，弯曲。伴随音乐口令，先用大拇指按揉太阳穴，每拍一圈，揉四圈。然后，大拇指不动，用双手食指的第二个关节内侧，稍加用力从眉头刮至眉梢，两个节拍刮一次，连刮两次。如此交替，做四个八拍。
- 按揉风池穴：用双手食指和中指的螺纹面分别按在两侧穴位上（后颈部，后头骨下，两条大筋外缘陷窝中，相当于耳垂齐平），其余三指自然放松。随音乐口令有节奏地按揉穴位，每拍一圈，做四个八拍。
- 揉捏耳垂，脚趾抓地：用双手大拇指和食指的螺纹面捏住耳垂正中的眼穴，其余三指自然并拢弯曲。伴随音乐口令，用大拇指和食指有节奏地揉捏穴位，同时用双脚全部脚趾做抓地运动，每拍一次，做四个八拍。

## 效果争议
世界上只有中国在学校推行眼保健操，因此公众质疑眼保健操的有效性。方舟子认为，眼保健操实际是对眼部的一种按摩，没有任何证据证明其保健或治疗作用，反而可能因按摩过程中手部不洁增加眼睛感染的几率。北京同仁医院的后续研究显示，眼保健操对调节滞后的短期缓解有一定作用，但没有发现其与近视发生和发展的关联。眼保健操能否緩解疲勞是一個無法證明的心理暗示現象。2018年，针对网络上“眼保健操没有实质作用”的说法，教育部体育卫生与艺术教育司司长王登峰回答记者提问时表示，“眼保健操是中医里通过按压不同穴位达到保护视力的一种方法，是有效的”。